# The Pentagon Wars (film)
The Pentagon Wars is een Amerikaanse avondvullende komische speelfilm uit 1998 gebaseerd op het boek The Pentagon Wars: Reformers Challenge the Old Guard van James G. Burton.
De film is een televisiefilm geproduceerd door HBO en geregisseerd door Richard Benjamin. De hoofdrollen worden vervuld door Kelsey Grammer, Cary Elwes en Richard Schiff.
De film is gebaseerd op de ervaringen van Luitenant-kolonel James G. Burton die in opdracht van het Amerikaanse Congres voor het Pentagon de testprogramma's van nieuwe wapensystemen moest overzien. De ontwikkeling en het testen van de M2 Bradley, een gepantserd troepenvoertuig, staat centraal. Hoewel de film gebaseerd is op de realiteit, zijn veel gebeurtenissen fictief, en sterk gedramatiseerd.

## Rolverdeling
| Acteur           | Personage         |
| ---------------- | ----------------- |
| Cary Elwes       | William Burton    |
| Viola Davis      | Fanning           |
| John C. McGinley | J.D. Bock         |
| Tom Wright       | William Sayers    |
| Clifton Powell   | Benjamin Dalton   |
| Dewey Weber      | Spec-4 Granger    |
| Richard Schiff   | Smith             |
| J.C. MacKenzie   | Jones             |
| Richard Benjamin | Caspar Weinberger |
| Olympia Dukakis  |                   |
| Sam Anderson     | congressman       |
| Randy Oglesby    |                   |
| Dann Florek      | Bob Braden        |
| Beau Billingslea | Rainero           |
| Richard Riehle   | Vice              |
| Chris Ellis      | Keane             |
| Drew Snyder      | Morehouse         |
| Bruce French     | De Grasso         |
| Tim DeKay        |                   |